# ألبير خريش
ألبير خريش (ولد في 8 سبتمبر 1937، عين إبل وفيها بدأ دروسه الأولى التي ما لبث أن تابعها في مدارس مختلفة وفقا لإقامة عائلته في عدد من القرى والبلدات اللبنانية التي كان يصادف فيها عمل والده الدركي في قوى الأمن الداخلي.ولكن القسم الأكبر من المرحلتين التكميلية والثانوية أمضاه في المعهد البطريركي في غزير – كسروان وفي مدرسة سيدة الجمهور للآباء اليسوعيين.

## شهاداته الجامعية وأعماله
في سنة 1960 سافر إلى إيطاليا والتحق بكلية مار يوحنا الدمشقي في الجامعة الأوربانية في روما والمعروفة أيضا باسم جامعة نشر الإيمان. وفيها نال اجازتين في الفلسفة واللاهوت، ورقّي إلى الدرجة الكهنوتية في بلدته عين إبل في صيف 1965 على يد عمه المطران [انطونيوس خريش] الذي أصبح فيما بعد بطريركا وكاردينالا. أكمل شهاداته العليا في روما حائزا على الدكتورة في اللاهوت سنة 1967 بدرجة ممتازة جدا. بعدها عاد إلى لبنان حيث عمل مدة ثماني سنوات في مدينة صور وجوارها على خدمة الرعايا الفقيرة في البص والواسطة. وعيّنه مطرانه أمينا عاما للآبرشية ومرشدا لجمعية مزارعي الحمضيات في الجنوب ومحاضرا في مركز التعليم المسيحي في صيدا.ثم استدعي سنة 1977 إلى روما للعمل في إحدى الدوائر الفاتيكانية معاونا للكاردينال أنطونيو ساموراي رئيس المجمع المقدس.وفي الوقت نفسه عيّن خادما لرعية الحي الأفريقي في العاصمة الإيطالية حيث اهتم بالحركات الشبيبية وأسس فرقة روما ال6 1 الكشفية.إلى ذلك انصرف إلى إعداد أطروحة في القانون الكنسي ونال شهادة الدكتورة بدرجة مشرف جدا. بعدها عاد مرة أخرى إلى لبنان وشغل مهمة أمين سر لعمه البطريرك ومديرا روحيا للمعهد الإكليريكي في عزير معتنيا بتنشئة الكهنة الموارنة الشباب في بلدة غزير – كسروان على روح التجدد والإصلاح الذين نادى بهما المجمع الفاتيكاني الثاني ومقرراته الصادرة بين 1963 و1965.كما عيّن قاضيا في المحكمة الكنسية المارونية وانتسب إلى الكادر التعليمي في الجامعة اللبنانية كأستاذ في مادتي القانون الدولي والحريات العامة.

## حبّه للسلام والحرية وخلفية استشهاده
كل هذه المهام والصفات العلمية والأدبية والروحية التي كان يتمتع بها جعلته محبوبا من الجميع ومسموع الكلمة وموفور الكرامة في مختلف الاوساط التي كان يتعامل معها.ولكن جرأته وحرية تفكيره التي كانت تذكيها المواد التعليمية الحساسة التي كان يلقيها على الطلاب، مثل موضوع الحريات العامة، جعلته، في ظل الاجواء التي كان يسيطر فيها بعض الاحزاب المسيحية في بيروت وجبل لبنان، جعلته موضع تساؤل لدى البعض المتضرر من بينها لجهة ازدياد تأثير الكاهن الماروني الشاب على الشبيبة الطلابية، وتجاوبها مع دعوته إليها للخروج من أجواء الحرب والقاء السلاح والتوجه نحو بناء المجتمع اللبناني الديمقراطي، مما لم يكن يخدم مصلحة المستفيدين من وقف الحرب.وكانت الكنيسة اللبنانية آنذاك، وعلى رأسها بطريرك انطاكية وسائر المشرق، من جهة، والكنيسة الجامعة وعلى رأسها البابا يوجنا بولس الثاني، من جهة أخرى، متفقتين على هذا التوجه السلمي والروحي الذي ينسجم بحق مع دعوة لبنان التاريخية لا بكونه بلدا جغرافيا وحسب بل بكونه كما بات مأثورا «وطن رسالة». وقد عبّرت عن هذا المبدأ الرسائل الراعوية العديدة التي كانت تصدر عن السلطتين في تلك الفترة وبخاصة منها رسالة البابا إلى اللبنانيين بتاريخ أول ايار مايو 1984 حيث ناشد فيها صراحة الشبيبة اللبنانية والقيادات السياسية وجوب التخلي عن السلاح والانصراف إلى بناء الذات والوطن. كان المنسنيور البير على رأس المتحمسين لهذا النهج في «حركة العمل الراعوي الجامعي» بالتعاون مع نخبة من الكهنة والاساتذة الجامعيين. في تلك الاجواءلم يتورع بعض عناصر الميليشيات المسيحية من توجيه تهديداتهم إلى المنسنيور البير خريش ما لم يوقف تعليمه وإرشاده في واجب التخلي عن العنف في العلاقات بين المواطنين، وفي واجب تغليب منطق السلام والمحبة على أي منطق آخر.إلا أنه تابع رسالته بكل شجاعة غير آبه بالموت، مؤكدا ما كان قد كتبه في وصيته ومتوقعا احتمال الاستشهاد في سبيل ما كان يعتقده حقا لخير كنيسته ووطنه. وعبّر عن هذا الأمر لأصدقائه في أحاديثه كما في مراسلاته العديدة معهم.

## كتاب من بيروت إلى روما
قد جمعت هذه المراسلات بالفعل في كتاب «من بيروت إلى روما» طبع في اللغة الإيطالية بعد موته عام 1988

## وفاته
قتل بصورة إجرامية وشبه مكشوفة. وذلك بعد أن اخذه ليلا من منزله القائم في المنطقة المجاورة للصرح البطريركي الماروني في بكركي ورمي بالرصاص في كافة أنحاء جسمه وترك مدة اسبوع في الخلاء في المنطقة عينها قرب دير انطونيوس في شنانعير، دون تمكين وحدات قوى الأمن والجيش اللبناني العثور على جثته.ووري الثرى في بلدته عين إبل في 4 ايار مايو بعدما نقل جثمانه في طائرة هليكوبتر عائدة للقوات الدولية من بكركي إلى الناقورة وأقيمت له جنازة مهيبة ومؤثرة في اجواء من الرعب المحلي والإقليمي.وبقيت قضيته مقصاة عن القضاء على الرغم من الوعود التي كان البطريرك والاساقفة الموارنة قد قطعوها على انفسهم لمطالبة الجهات المختصة بملاحقة الجناة ومعاقبتهم.وقد حالت دون ذلك مع الايام اجواء الخوف وفقدان الحرية غير الملائمة للمطالبة.ولكن حالما زالت هذه الاجواءمع زوال أسبابها بعد عام 2005 اندفعت ابنة شقيقه المحامية مي إلى إعادة تحريك الدعوى أمام القضاء اللبناني، ما أدى في شهر اذار من العام 2009 الحالي إلى تعيين قاض تحقيق لمتابعة هذا الملف الذي كان مهددا كغيره من الملفات القضائية بالضياع بسبب تغييب العدالة في لبنان.جاء في صفحة غلاف الكتاب بالإيطالية ما يلي:
Le ore e il tempo di una guerra civile, le ore di un prete: dalla cor-rispondenza che mons. Alberto Khoraiche intrattiene da Beirut con un gruppo di amici romani scout emerge la tragedia e l'anima del Libano. Alberto Khoraiche è nipote del patriarca maronita: scrive da un punto di osservazione particolarmente significative per comprendere dall'interno la società e l'anima cristiana del Libano. Muore ucciso da sconosciuti, dopo essere prelevato di notte dalla sua casa.
Eliminato per i rimproveri pubblici che il sa-cerdote muove allé milizie falangiste di parte cristiana?
Un'ipotesi fondata, che dà al carteggio il valore di una documentazione di prima mano sui problemi interni al Libano. Nella corrispondenza con gli amici romani, la spontaneità dello scritto, la freschezza della cronaca, il singolare contributo alla crescita spirituale, morale e civica di un gruppo scout. Un libro testimonianza con un'appendice storica per capire i fatti del Libano. " (a cura di Benedetta Lupi

## وصية المنسيور خريش قبل استشهاده
جاء فيها: «في حال موتي، أقدم حياتي ذبيحة لفداء لبنان، وليقظة كنيستنا المارونية من سباتها الروحي، كي تنفتح على العالم أجمع، وتعمّ رسالتها محيطنا وعالمنا العربي. كل ما أملك من منقول وغير منقول أعطيه لأبي وإخوتي، وهم أفقر مني. لا أريد في حفلة جنازتي سوى كاهن قريتي الخوري ايلي بركات. لا أريد أن يحضر جنازتي أي مطران.. أطلب المغفرة من الجميع، كما وأني أطلب صلاة الجميع. الله محبة.. وإليه أمضي فأتابع المحبة التي قادت حياتي إلى الآن.»